# Kayapo (langue)
Le kayapo (ou kayapó, mebengokré) est une langue de la famille des langues jê parlée au Brésil.

## Classification
Le kayapo est un des langues du sous-groupe des langues jê du Nord. Il est parlé par le Amérindiens du groupe kayapo. La langue est parlée dans les États brésiliens de Mato Grosso et de Pará.  

## Dialectes
Le kayapo se répartit en un grand nombre de dialectes, l'a'ukrê, le gorotíre, le kararaô, le kikretum, le kokraimóro, le kubenkrankén, le menkrangnotí, le mentuktíre et le xikrín. 